# Mimosa lacerata
Mimosa lacerata är en ärtväxtart som beskrevs av Joseph Nelson Rose. Mimosa lacerata ingår i släktet mimosor, och familjen ärtväxter. Inga underarter finns listade i Catalogue of Life.